# بوب فرانكلين
بوب فرانكلين (بالإنجليزية: Bob Franklin)‏ هو كوميدي ارتجالي وممثل بريطاني، ولد في 1965 بويلز في المملكة المتحدة.

## وصلات خارجية
- بوب فرانكلين على موقع IMDb (الإنجليزية)
- بوب فرانكلين على موقع قاعدة بيانات الفيلم (الإنجليزية)